# Représentations diplomatiques au Tchad

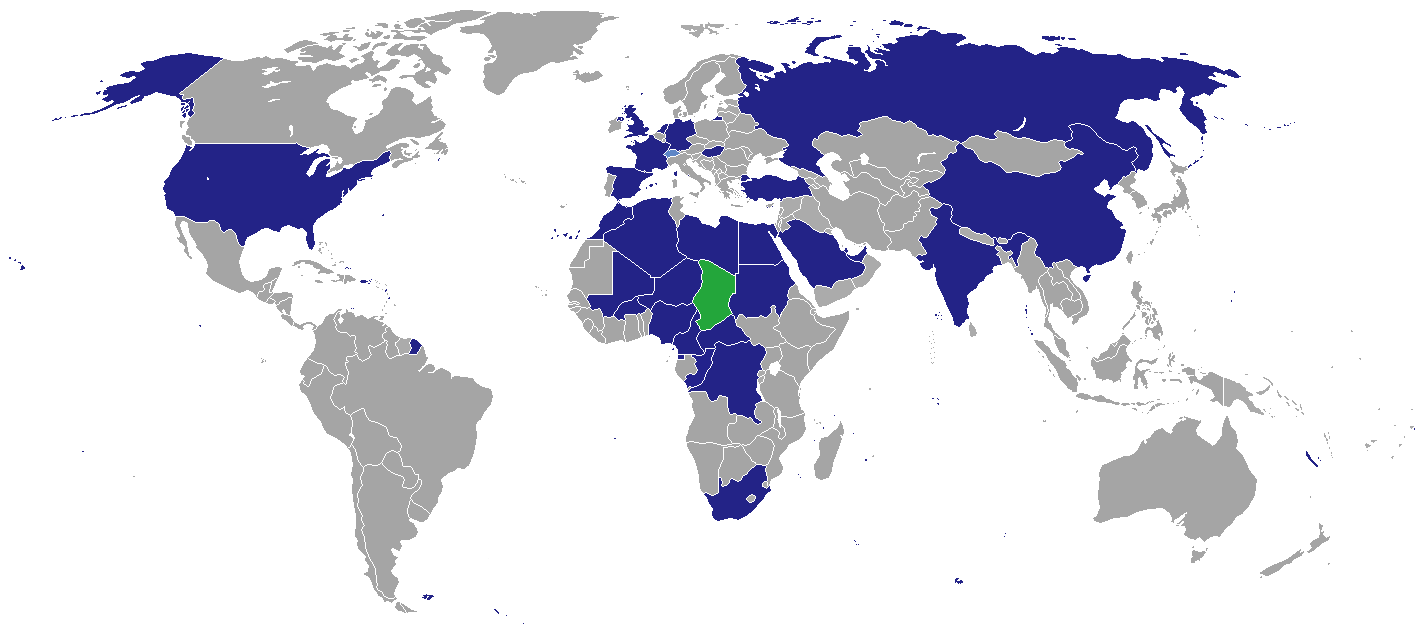
Carte des représentations diplomatiques au Tchad

Ceci est une liste des missions diplomatiques au Tchad. La capitale N'Djaména accueille actuellement 29 ambassades, tandis que d'autres pays ont des diplomates résidant dans d'autres capitales qui sont également accrédités auprès du Tchad.

## Ambassades à N'Djaména
| - Afrique du Sud - Algérie - Allemagne - Arabie saoudite - Burkina Faso - Cameroun - Chine - Côte d'Ivoire - Égypte - Émirats arabes unis - États-Unis - France - Guinée équatoriale - Hongrie - Inde | - Libye - Mali - Maroc - Niger - Nigeria - Qatar - République centrafricaine - République démocratique du Congo - République du Congo - Royaume-Uni - Russie - Soudan - Turquie - Vatican |

## Missions diplomatiques
- Espagne (bureau de l'ambassade)
- Pays-Bas (bureau de l'ambassade)
- Suisse (bureau de coopération)[1]
- Union européenne (délégation)

## Consulats

### Consulat àMoundou
- République démocratique du Congo

## Ambassades non résidentes
| - Argentine (Abuja) - Australie (Abuja) - Autriche (Abuja) - Belgique (Yaoundé) - Brésil (Yaoundé) - Canada (Yaoundé) - Chypre (Tripoli) - Colombie (Le Caire) - Corée du Sud (Yaoundé) - Croatie (Paris) - Cuba (Niger) - Danemark (Ouagadougou) - Grèce (Kinshasa) - Indonésie (Dakar) - Irlande (New York) | - Italie (Yaoundé) - Japon (Yaoundé) - Mexique (Le Caire) - Norvège (Khartoum) - Philippines (Tripoli) - Pologne (Tripoli) - Portugal (Abuja) - Roumanie (Tripoli) - Serbie (Tripoli) - Slovaquie (Tripoli) - Suède (Kinshasa) - Suisse (Abuja) - Ukraine (Tripoli) - Vietnam (Tripoli) |

## Consulats honoraires à N'Djaména
- Belgique[5]
- Grèce[29]
- Pays-Bas[30]
- Sénégal
- Suède[26]
- Suisse[27]